# Ebersberg
Ebersberg est une ville allemande dans la banlieue de Munich en Bavière, le centre administratif de l'arrondissement d'Ebersberg.

## Géographie
Ville du Sud de l'Allemagne, Ebersberg est située au pied nord des Alpes bavaroises à 559 mètres d'altitude. Le centre-ville se trouve à 33 kilomètres à l'est de Munich. La gare d'Ebersberg possède un raccordement direct avec le réseau des Regionalbahn et de la S-Bahn de Munich.
Le paysage d'Ebersberg a été forgé par des glaciers lors de la dernière période glaciaire. De nombreux sites aux alentours d'Ebersberg sont classés paysages naturels. On note la présence de la forêt d'Ebersberg (Ebersberger Forst), l'un des plus grands secteurs de forêt en Allemagne.

## Blason de la ville
On le décrit comme "un sanglier noir sur un fond doré, debout sur les trois montagnes vertes, s'élevant vers le bord gauche du bouclier". Blason de l'abbaye des Bénédictins dès le XIIIe siècle, c'est depuis 1830 le blason communal.

## Histoire

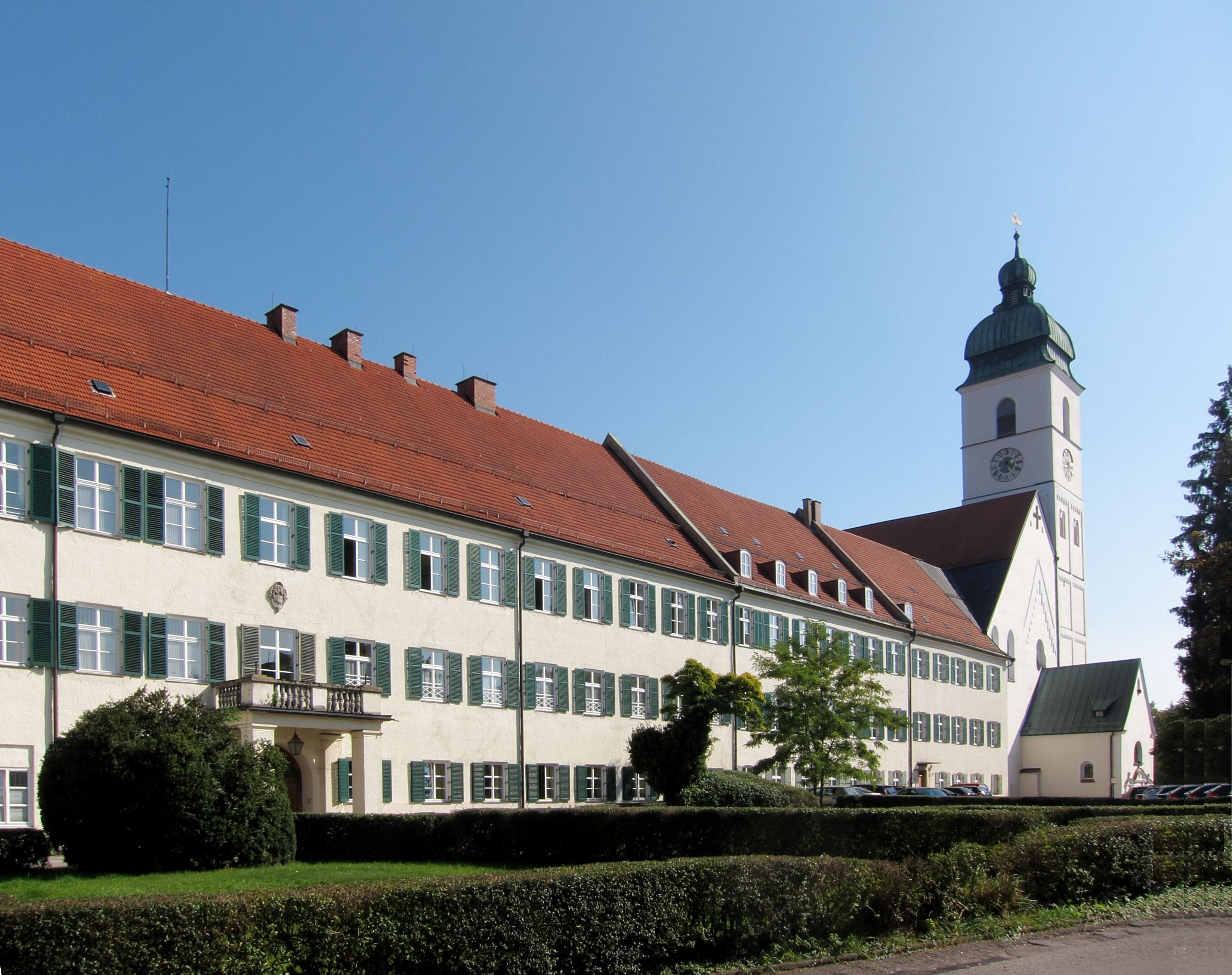
L'abbaye d'Ebersberg.

L'histoire d'Ebersberg remonte à l'abbaye d'Ebersberg fondée en 934 par les comtes bavarois de Sempt. Au IXe siècle déjà, les comtes y ont fait ériger un château ; la chapelle devient le site de la collégiale des chanoines réguliers dédiée à saint Sébastien. En 1013, elle a été transformée en un monastère bénédictin qui temporairement acquit le statut d'immédiateté impériale. Lorsque la lignée des comtes s'éteignit en 1045, les domaines échurent à la maison de Wittelsbach.
En 1595, le couvent bénédictin fut supprimé par le pape Clément VIII et le duc Guillaume V de Bavière a confié le complexe au Collège des Jésuites de Munich ; après la suppression des Jésuites en 1773, l'électeur Charles-Théodore de Bavière le céda aux Hospitaliers de l'ordre de Saint-Jean de Jérusalem. Le monastère était finalement sécularisé par les autorités du nouveau royaume de Bavière en 1808. Ebersberg a reçu les droits de ville en 1954.

## Jumelage
Ebersberg est jumelée avec Yssingeaux, en Haute-Loire (France), depuis 1997.

## Personnalités
- Candid Huber (1747–1813), moine bénédictin, botaniste forestier, célèbre pour la bibliothèque de bois ;
- Friedrich Beck (1806-1888), écrivain né à Ebersberg.
- Pascalina Lehnert (1894–1983), secrétaire et aide-soignante d'Eugenio Pacelli qui devint le pape Pie XII.